# ۲۲۲۱ چیلتون
سیارک ۲۲۲۱ (به انگلیسی: 2221 Chilton، نامگذاری:1976QC) دو هزار و دویست و بیست و یکمین سیارک کشف شده‌است که در ۲۵ اوت ۱۹۷۶ کشف شد.
قدر مطلق سیارک برابر ۱۲٫۸۰ است.